# تاردوش
تاردوش (به مجاری:  Tardos) یک شهرداری در مجارستان است که در ناحیه تاتا واقع شده‌است. تاردوش ۲۳٫۳۲ کیلومتر مربع مساحت و ۱٬۶۳۶ نفر جمعیت دارد.